# Амаути
Амаути — национальная куртка инуитских женщин в Арктике. Вплоть до двухгодичного возраста ребенка носят в специальной сумке (amaunt), которая крепится на спине матери под капюшоном. Ребенок чувствует себя комфортно в подобной сумке, так как она довольно большого размера. Женщина может легко перемещать ребенка со спины, например, для кормления грудью или процесса дефекации ребенка. Такая традиционная инуитская куртка Восточной Арктики была создана для того, чтобы держать ребенка в тепле и обезопасить его от возможного обморожения, ветра и холода, а также для поддержания контакта между матерью и ребенком.

## Изготовление амаути
Амаути изготавливается из различных материалов, таких как кожа тюленя/северного оленя или байка с ветрозащитной внешней оболочки. В восточно-арктических областях, таких как Нунавут и Нунавик, детей до сих пор переносят подобным образом. Этот способ используется в восточной части Канадской Арктики, на северо-западных территориях, в Гренландии, на Лабрадоре, а также территориях русской Арктики и Аляске.

## Размещение ребенка
Со стороны может показаться, что ребенок располагается в капюшоне амаути, однако такое мнение ошибочно. Капюшон в амаути нужен, чтобы укрыть мать вместе с ребенком, а сам ребенок на самом деле находится в расширенной задней части самой куртки. Ребенок располагается так, что его живот соприкасается со спиной матери. Изделие закрепляется на талии с помощью бечевки или пояса, который не позволяет ребенку сползать вниз. Вес ребенка распределяется на плечи матери, а также на ещё два дополнительных ремешка, расходящихся в разные стороны от ключиц к талии женщины и держщих ребенка. Последний пояс крепится на передней части капюшона и позволяет матери открывать капюшон, чтобы ребенок мог выбраться наружу или, наоборот, закрывать, укрывая ребенка, например, от ветра.

## Зимняя и летняя одежда

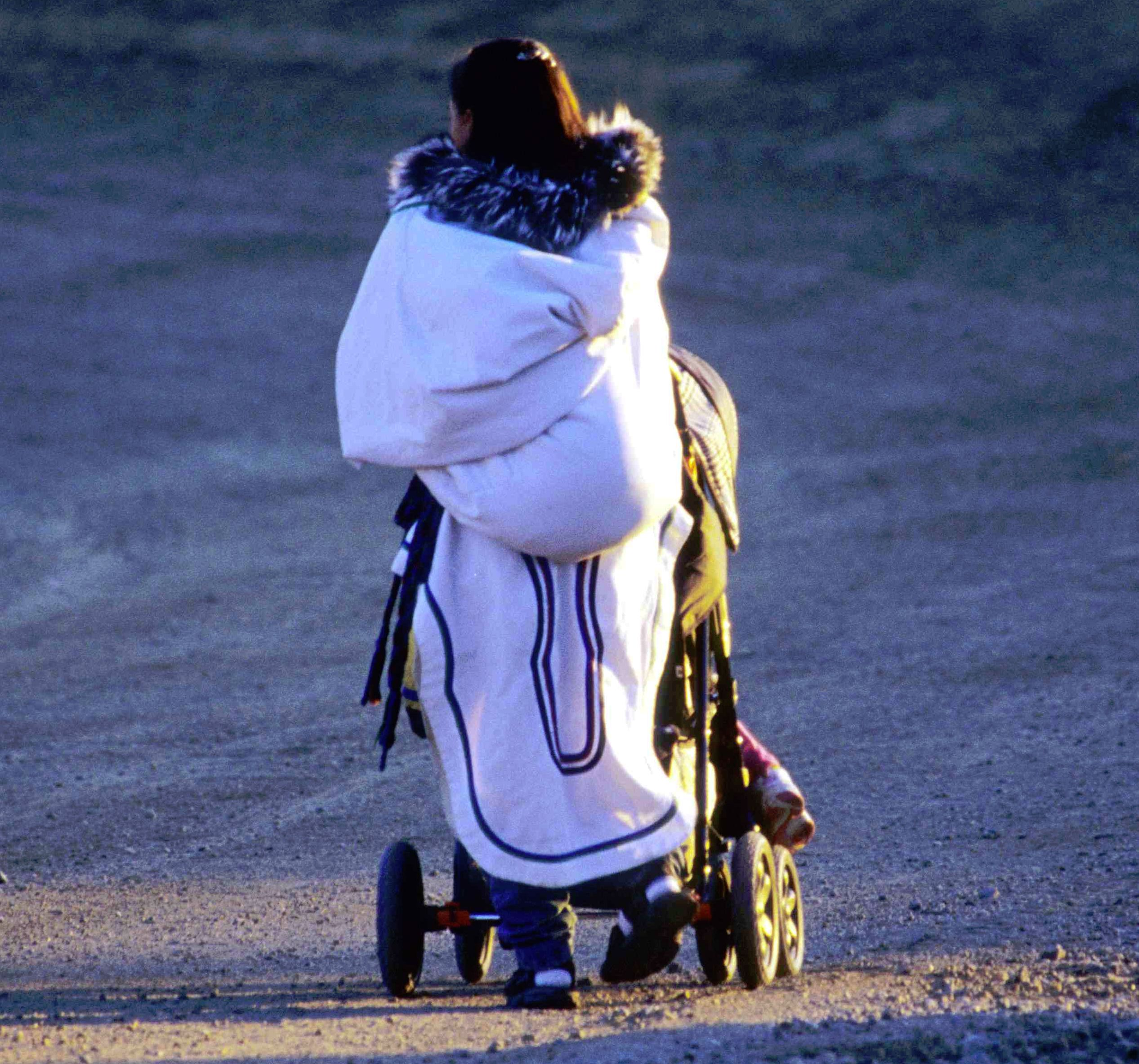
Инуитская женщина в амаути с детской коляской, Кейп-Дорсет, 2002 год.

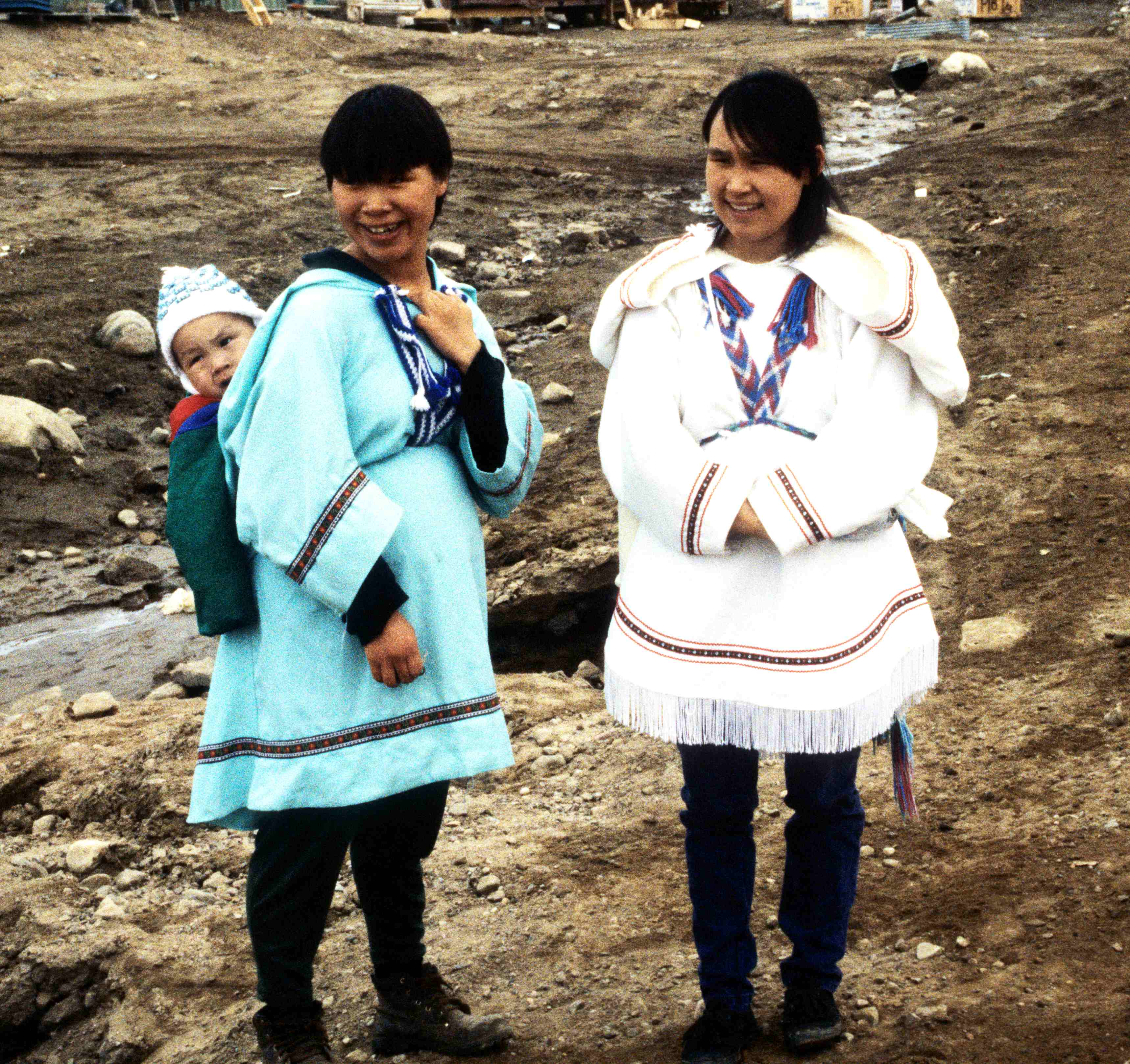
Инуитские женщины в амаути Нунавут, 1995 год.

Существует два вида амаути: куртка angijuqtaujaq, похожая на платье (как показано на рисунке с двумя женщинами справа); и куртка akulik, с длинным, похожим на хвост, подолом (как показано на рисунке слева). Форма капюшона, подола и рисунок куртки указывают на местоположение создания амаути. Рукава и подол зимней куртки амаути украшаются однотонными линиями. Зимой амаути традиционно изготавливают из белого хлопка, но изделие может быть и других однотонных цветах, с внутренней подкладкой из более темного шерстяного материала.
Раньше длинный подол амаути украшался талисманами, бисером, ракушками и монетами, однако церковь назвала такие украшения языческими и вскоре их использование уменьшилось. Существовало мнение, что талисманы привлекали духов к покачивающемуся хвосту амаути и таким образом защищали репродуктивные функции женщин.
Летний вариант амаути делается без рукавов. В таком изделии женщина может брать с собой ребенка, когда она собирает ягоды или занимается другими летними обязанностями. Летом амаути обычно изготавливают из стёганой ткани.

## Аматуи в моде
В 2007 году расшитая бисером куртка амаути была продана на аукционе за $19,200, которую после продажи оценили в $4,000—$6,000. Дизайнером изделия выступила невестка известной инуитской художницы Кеножуак Ашевак.